# Вовк (притока Махнії)
Вовк — річка в Україні, у Козелецькому районі Чернігівської області. Ліва притока Махнії (басейн Дніпра).

## Опис
Довжина річки приблизно 18,6 км. На деяких ділянках пересихає.

## Розташування
Бере початок на північно-східній околиці Підлісного. Спочатку тече через Вовчок на північний, потім на південний захід через Самойлівку. Впадає в річку Махнію, ліву притоку Десни.